# Ronde van Nederland 2002
De Ronde van Nederland 2002 werd gehouden van 20 tot 24 augustus. Hij werd gewonnen door Kim Kirchen.

## Etappe-overzicht
| Datum | Etappe   | Parcours                   | Afstand | Winnaar             | Tweede              | Derde           | Leider           |
| ----- | -------- | -------------------------- | ------- | ------------------- | ------------------- | --------------- | ---------------- |
| 20/8  | Etappe 1 | Utrecht - Leeuwarden       | 220 km  | Erik Zabel          | Aljaksandr Oesaw    | Jans Koerts     | Erik Zabel       |
| 21/8  | Etappe 2 | Dokkum - Apeldoorn         | 176 km  | Steven de Jongh     | Julian Dean         | Tom Boonen      | Erik Zabel       |
| 22/8  | Etappe 3 | Apeldoorn - Almelo         | 74 km   | Alessandro Petacchi | Erik Zabel          | Sven Teutenberg | Erik Zabel       |
| 22/8  | Etappe 4 | Almelo - Almelo (t)        | 19 km   | Víctor Hugo Peña    | Robert Bartko       | Marc Wauters    | Víctor Hugo Peña |
| 23/8  | Etappe 5 | Arnhem - Sittard/Geleen    | 198 km  | Sergej Ivanov       | Alessandro Petacchi | Erik Zabel      | Víctor Hugo Peña |
| 24/8  | Etappe 6 | Sittard/Geleen - Landgraaf | 205 km  | Michael Boogerd     | Kim Kirchen         | Óscar Freire    | Kim Kirchen      |

## Eindklassement
| Algemeen Klassement | Algemeen Klassement | Algemeen Klassement | Algemeen Klassement |
| ------------------- | ------------------- | ------------------- | ------------------- |
| 1.                  | Kim Kirchen         | Luxemburg           | 19u 53' 04"         |
| 2.                  | Erik Dekker         | Nederland           | + 04"               |
| 3.                  | Víctor Hugo Peña    | Colombia            | + 14"               |
| 4.                  | David Canada        | Spanje              | + 17"               |
| 5.                  | Robert Bartko       | Duitsland           | + 19"               |
| 6.                  | Marc Wauters        | België              | + 20"               |
| 7.                  | Sergej Ivanov       | Rusland             | + 20"               |
| 8.                  | Kurt-Asle Arvesen   | Noorwegen           | + 30"               |
| 9.                  | Dylan Casey         | Verenigde Staten    | + 33"               |
| 10.                 | Tyler Hamilton      | Verenigde Staten    | + 36"               |

| Puntenklassement | Puntenklassement    | Puntenklassement | Puntenklassement |
| ---------------- | ------------------- | ---------------- | ---------------- |
| 1.               | Erik Zabel          | Duitsland        | 45 punten        |
| 2.               | Alessandro Petacchi | Italië           | 31 punten        |
| 3.               | Sergej Ivanov       | Rusland          | 21 punten        |
| 4.               | Aljaksandr Oesaw    | Wit-Rusland      | 16 punten        |
| 5.               | Víctor Hugo Peña    | Colombia         | 15 punten        |

| Tussensprintklassement | Tussensprintklassement | Tussensprintklassement | Tussensprintklassement |
| ---------------------- | ---------------------- | ---------------------- | ---------------------- |
| 1.                     | Jan van Velzen         | Nederland              | 9 punten               |
| 2.                     | Víctor Hugo Peña       | Colombia               | 5 punten               |
| 3.                     | Christian Vande Velde  | Verenigde Staten       | 3 punten               |
| 4.                     | Pieter Vries           | Nederland              | 3 punten               |
| 5.                     | Glenn D'Hollander      | België                 | 3 punten               |

| Jongerenklassement | Jongerenklassement | Jongerenklassement | Jongerenklassement |
| ------------------ | ------------------ | ------------------ | ------------------ |
| 1.                 | Kim Kirchen        | Luxemburg          | 19u 53' 04"        |
| 2.                 | Tom Boonen         | België             | + 48"              |
| 3.                 | Aljaksandr Oesaw   | Wit-Rusland        | + 1' 32"           |
| 4.                 | Manuel Quinziato   | Italië             | + 6' 05"           |
| 5.                 | Andris Reiss       | Letland            | + 8' 16"           |

| Ploegenklassement | Ploegenklassement       | Ploegenklassement | Ploegenklassement |
| ----------------- | ----------------------- | ----------------- | ----------------- |
| 1.                | Rabobank                | 59u 40' 04"       |                   |
| 2.                | Fassa Bortolo           | + 32"             |                   |
| 3.                | US Postal Service       | + 43"             |                   |
| 4.                | Mapei-Quick Step        | + 1' 22"          |                   |
| 5.                | BankGiroLoterij-Batavus | + 2' 23"          |                   |

1948 · 1949 · 1950 · 1951 · 1952 · 1953 · 1954 · 1955 · 1956 · 1957 · 1958 · 1959 · 1960 · 1961 · 1962 · 1963 · 1964 · 1965 · 1966 · 1967 · 1968 · 1969 · 1970 · 1971 · 1972 · 1973 · 1974 · 1975 · 1976 · 1977 · 1978 · 1979 · 1980 · 1981 · 1982 · 1983 · 1984 · 1985 · 1986 · 1987 · 1988 · 1989 · 1990 · 1991 · 1992 · 1993 · 1994 · 1995 · 1996 · 1997 · 1998 · 1999 · 2000 · 2001 · 2002 · 2003 · 2004 · 2005 · 2006 · 2007 · 2008 · 2009 · 2010 · 2011 · 2012 · 2013 · 2014 · 2015 · 2016 · 2017 · 2018 · 2019 · 2020 · 2021 · 2022 · 2023 · 2024